# Santa Bárbara (Nariño)
Santa Bárbara è un comune della Colombia del dipartimento di Nariño.
L'abitato venne fondato da Francisco de la Parada nel 1600, mentre l'istituzione del comune è del 20 dicembre 1966.